# Swimming with Men
Swimming with Men is een Britse komediefilm uit 2018, geregisseerd door Oliver Parker. Scenarioschrijver Aschlin Ditta baseerde het script op de Zweedse documentaire Men Who Swim uit 2010.

## Verhaal
Wanneer accountant Eric (Brydon) zijn vrouw Heather (Horrocks) terug wil winnen, stuit hij op een oplossing in de vorm van een mannelijk synchroonzwemteam: Men Who Swim. Eric voegt zich bij zijn lokale team en vindt broederschap in deze bemanning terwijl ze trainen voor de wereldkampioenschappen in Milaan.

## Rolverdeling
- Rob Brydon als Eric Scott
- Jane Horrocks als Heather Scott
- Rupert Graves als Luke
- Daniel Mays als Colin
- Adeel Akhtar als Kurt
- Thomas Turgoose als Tom
- Jim Carter als Ted
- Charlotte Riley als Susan
- Nathaniel Parker als Lewis

## Productie
De scènes van de kampioenschapscompetitie werden gefilmd in het 25 x 50 meter bad in Basildon Sporting Village.

## Release en ontvangst
De film sloot op 1 juli 2018 het Edinburgh International Film Festival af. Op 4 juli werd de film in het Verenigd Koninkrijk uitgebracht.
Op Rotten Tomatoes heeft de film een score van 54 procent gebaseerd op recensies van 46 critici. De consensus van de site luidt: "De film raakt tot nadenken stemmende thema's rond moderne mannelijkheid, maar slaagt er uiteindelijk nooit in om veel meer te doen dan watertrappelen." Peter Bradshaw van The Guardian gaf de film 3 van 5 sterren. Empire gaf het twee sterren en vergeleek het ongunstig met The Full Monty.